# Гідровідбійка
Гідровідбійка (рос. гидроотбойка, англ. hydraulic breaking, нім. Hydroförderung f, hydraulische Kohlegewinnung f) — руйнування вугільного масиву струменем води, що формується у насадці гідромонітора (у вітчизняній практиці — діаметром 16-32 мм під тиском до 12 МПа). Вугілля у поверхневому шарі масиву руйнується через прикладання гідродинамічного навантаження до площини контакту струменя з вибоєм. Продуктивність гідромонітора (маса вугілля, що відбивається за одиницю часу) при Г. на очисних роботах звичайно не менше 20 т/год., на підготовчих роботах — 10-12 т/год. Питомі витрати води, згідно з умовами гідротранспорту та гідропідйому гідросуміші 5-10 м3 /т.